# Notropis cumingii
 Notropis cumingii és una espècie de peix cipriniforme de la família dels ciprínids que es troba a Mèxic.